# Рєуцький Костянтин Сергійович
Костянтин Рєуцький (нар. 20 листопада 1974, Хабаровськ) — український правозахисник, журналіст. 

## Біографія
Народився в Хабаровську, на Далекому Сході. Через два роки сім'я переїхала в Луганськ.
Працював слюсарем широкого профілю на Луганському тепловозобудівному заводі.
Навчався на інженера-технолога в Східноукраїнському державному університеті, який закінчив у 2001 році.
В 2000 році був співзасновником Луганської обласної громадської організації «Поступ» (зараз — Правозахисний центр «Поступ»), є головою правління організації. Був учасником Літературного угруповання «СТАН».
В січні 2012 року був обраний до складу правління Української Гельсінської спілки з прав людини.
Під час Майдану був співзасновником Громадського сектору луганського Євромайдану. В березні 2014 року, під час анексії Криму  працював там журналістом.
У квітні 2014 року, під час проросійських виступів у Луганську, потрапив у полон до бойовиків, які захопили будівлю луганського обласного управління СБУ. Навесні 2014 року був вимушений переїхати з Луганська.
З 2014 року — співкоординатор Громадської організації Восток-SOS. Працював журналістом Громадського телебачення та сайту informator.lg.ua.
В січні 2015 року Костянтина Реуцького на блок-посту в Харківській області побили колишні працівники спецпідрозділу «Беркут». 
В липні 2016 року був учасником конфлікту між Громадським телебаченням та Штабом АТО.

### Політична діяльність
10 червня 2019 року оголосив, що припиняє співпрацю з Громадським телебаченням і буде брати участь у парламентських виборах. Балотувався як самовисуванець на 113 виборчому окрузі в Луганській області. За словами Рєуцького, він вирішив піти на вибори після того, як дізнався, що до Верховної Ради буде балотуватися Володимир Струк, якого він звинувачує в організації та озброєнні проросійських бойовиків у 2014 році. Під час виборчої кампанії команда Костянтина Рєуцького пікетувала агітаційні концерти Струка. За результатами виборів набрав 0,4% голосів на своєму окрузі.